# Cutremurul din Chile (2015)
Cutremurul din Chile a avut loc pe 16 septembrie 2015, la ora locală 19:54, având o magnitudine de 8,3 pe scara Richter (intensitate de VIII pe scara Mercalli). Epicentrul a fost localizat la 46 km vest de Illapel, un oraș pe coasta de nord a statului Chile. Cutremurul a fost simțit și în țări vecine, precum Peru, Argentina și Brazilia, până la Rio de Janeiro.

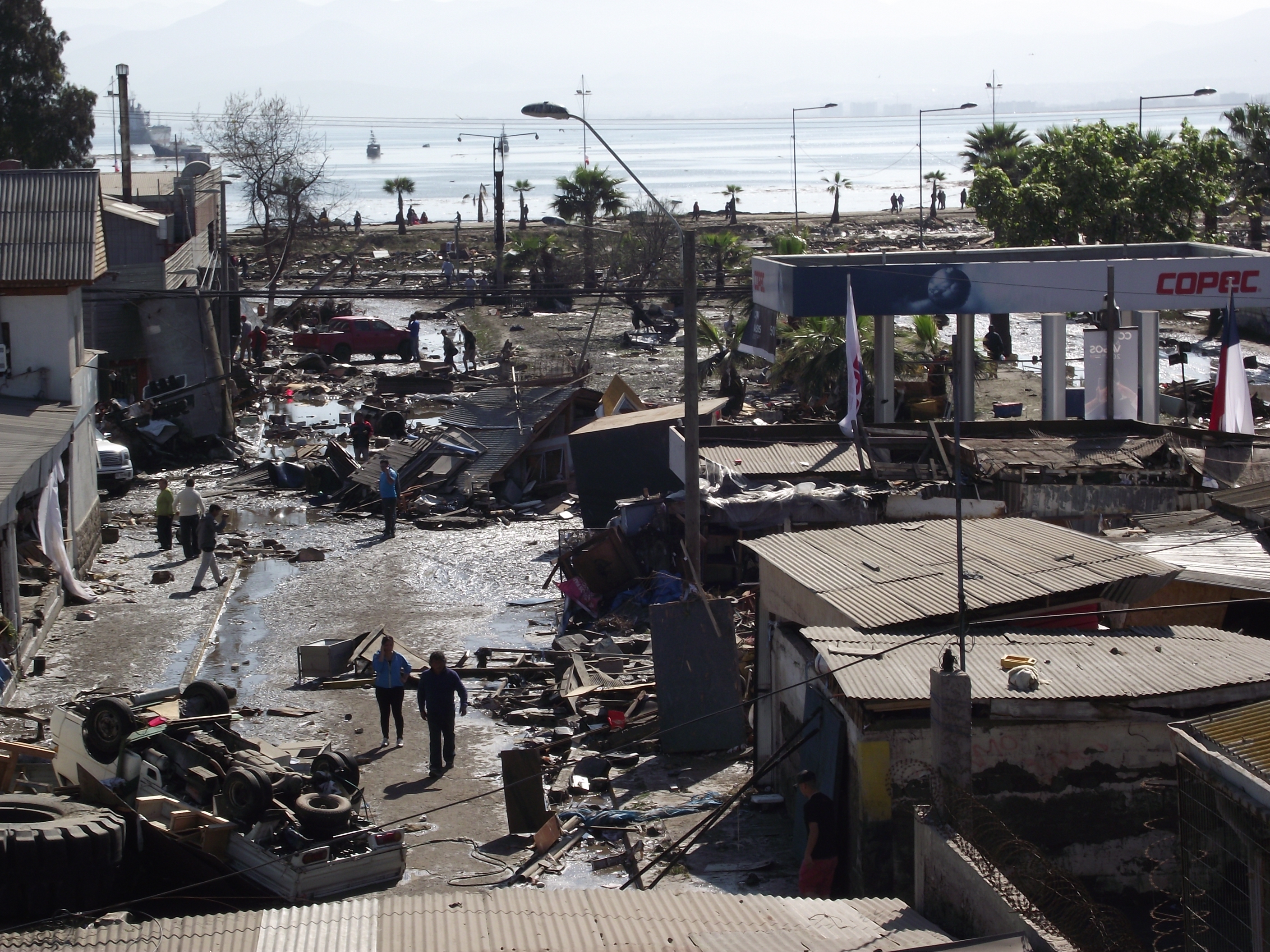
Porțiune a străzii Baquedano din Coquimbo distrusă și inundată de valul tsunami

Un tsunami a fost observat de-a lungul coastei chiliene, aproape de epicentru. La Coquimbo, valul a măsurat cel mult 4,5 m, potrivit NOAA. Atenționări de tsunami au fost emise și pentru Peru, Noua Zeelandă, California, Hawaii și alte state din Pacific.
Cel puțin 12 replici de 4,9 grade sau mai mult au fost înregistrate în jurul epicentrului în primele două ore de la producerea șocului principal. Potrivit martorilor, cutremurul a durat în jur de trei minute, "mai mult decât orice alt cutremur pe care l-am simțit înainte, inclusiv cutremurul din 2010". Aceiași martori au relatat că mișcarea seismică a început ușor, apoi a devenit din ce în ce mai puternică. Cutremurul a fost simțit și la Buenos Aires, la 1.100 km depărtare, unde clădirile înalte s-au clătinat și alarmele de la mașini s-au declanșat singure.
Președintele chilian Michelle Bachelet a declarat stare de catastrofă în regiunile Coquimbo și Valparaíso. Serviciul național de urgență al statului Chile a ordonat evacuarea imediată a coastei, precum și a Insulei Paștelui și a arhipelagului Juan Fernández. Subsecretarul din Ministerul Internelor și Securității Publice a declarat că evacuarea a afectat un milion de oameni din întreaga țară. De asemenea, aeroportul din capitala Santiago a fost evacuat ca precauție, dar a fost redeschis la scurt timp.
Localnicii au raportat furturi la casele evacuate din Los Vilos. Pe Insula Paștelui, localnicii au fost evacuați la o biserică în Hanga Roa, singurul oraș de pe insulă, iar valuri mai înalte decât în mod normal au fost raportate la scurt timp după miezul nopții. Valurile înalte au provocat inundații în orașele de coastă, mai multe clădiri au fost avariate, iar 240.000 de locuințe au rămas fără curent electric.
Cutremurul este cel mai puternic produs în regiune din 1906 și al șaselea ca intensitate din istoria țării.

## Replici
| Dată               | Oră (UTC) | Magnitudine (Mw) | Adâncime | Epicentru            |
| ------------------ | --------- | ---------------- | -------- | -------------------- |
| 16 septembrie 2015 | 22:59:13  | 6,4              | 22 km    | 58 km V de Illapel   |
| 16 septembrie 2015 | 23:03:56  | 6,1              | 10 km    | 44 km VSV de Illapel |
| 16 septembrie 2015 | 23:16:05  | 6,2              | 10 km    | 70 km V de Illapel   |
| 16 septembrie 2015 | 23:18:42  | 7,0              | 30,9 km  | 25 km V de Illapel   |
| 17 septembrie 2015 | 01:41:09  | 6,4              | 35 km    | 64 km NV de Illapel  |
| 17 septembrie 2015 | 03:55:06  | 6,5              | 35 km    | 54 km S de Ovalle    |
| 17 septembrie 2015 | 04:10:30  | 6,7              | 30,1 km  | 53 km V de Illapel   |

- Doar cutremurele cu magnitudine mai mare de 6 sunt incluse în listă. Sursă: USGS

## Efecte

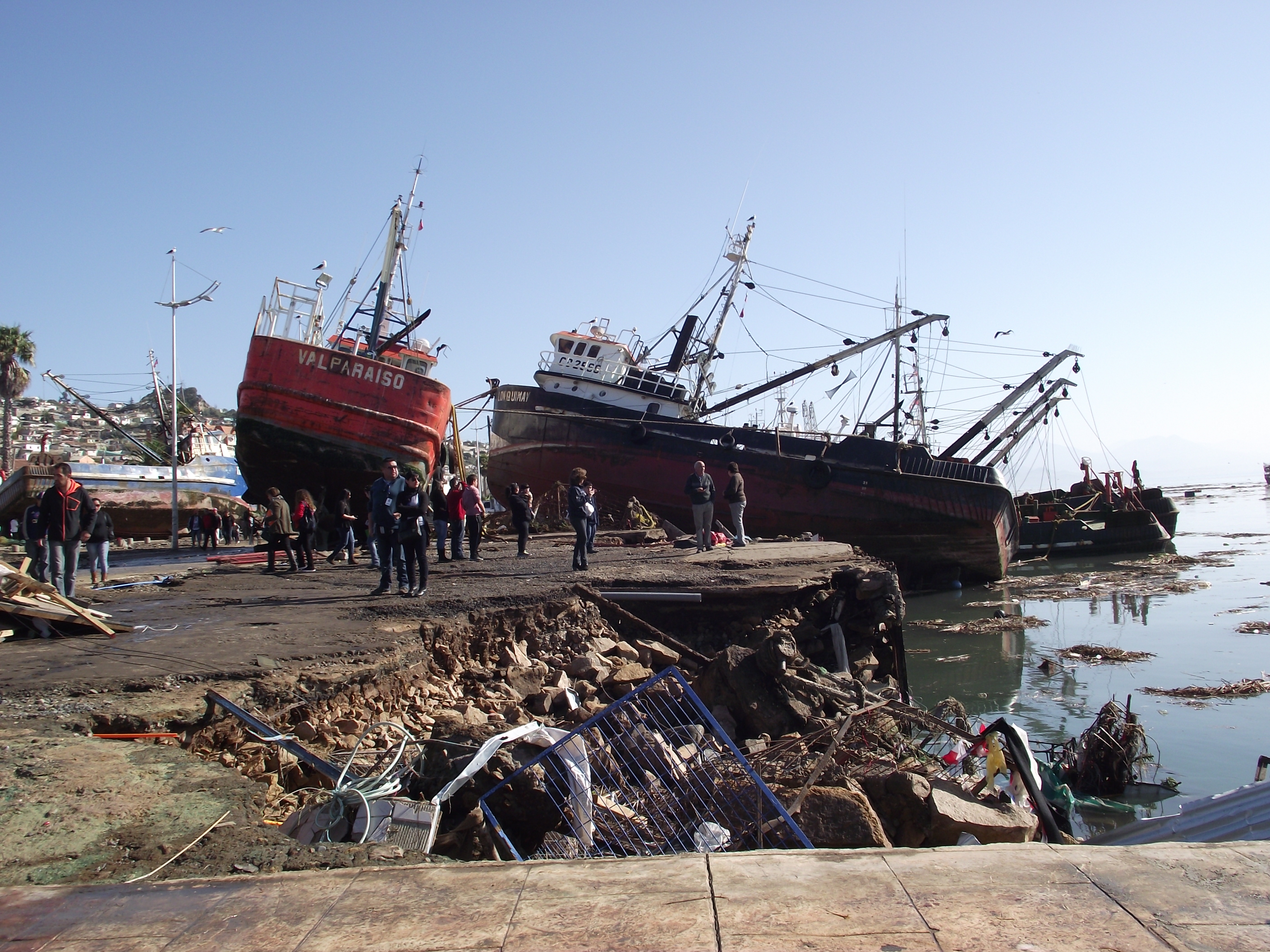
Vase eșuate pe strada Costanera din Coquimbo

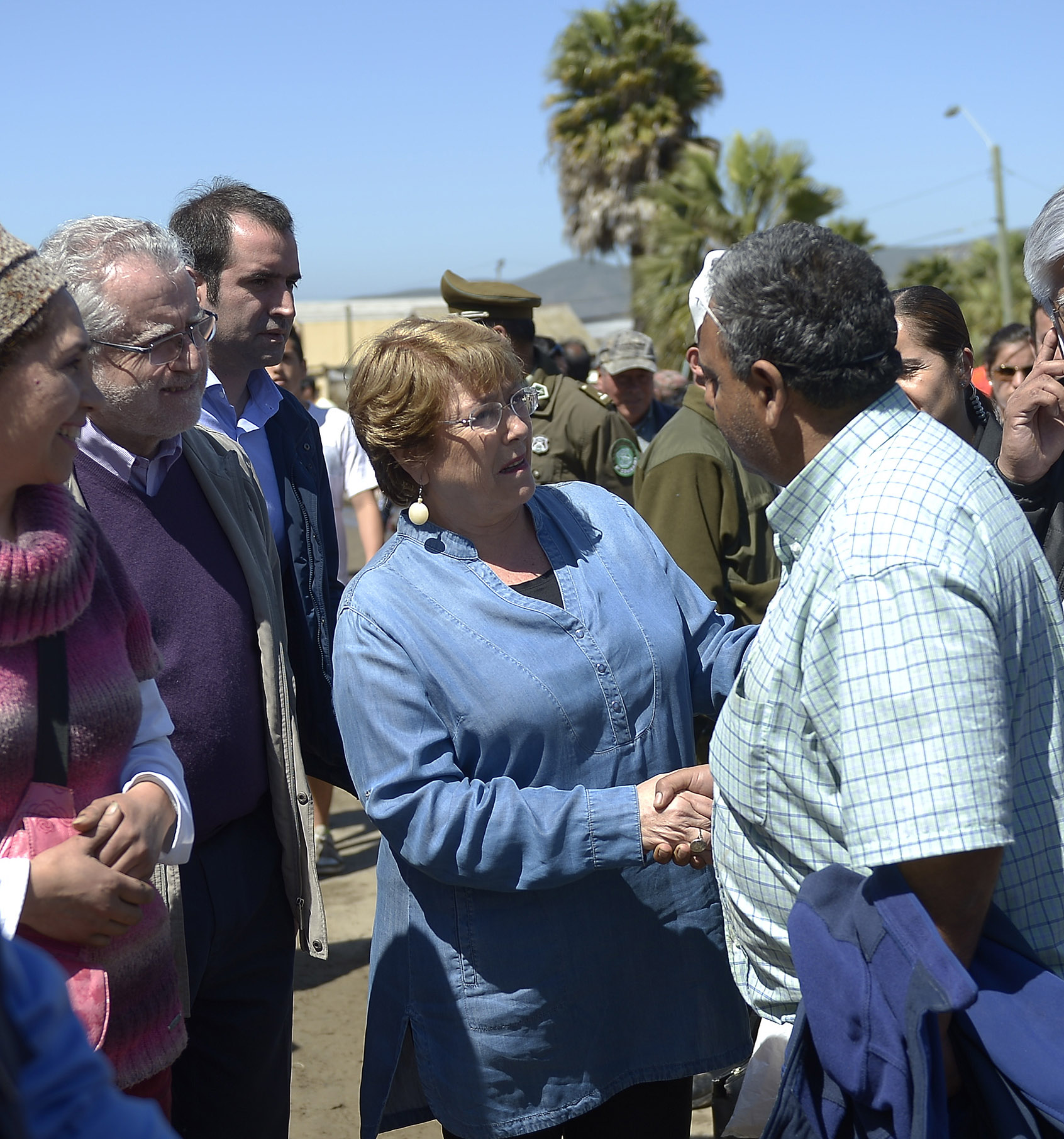
Michelle Bachelet vizitează zona afectată, la o zi după șocul de 8,3 pe Richter.

### Chile
Cea mai puternică intensitate a cutremurului a fost simțită în Coquimbo și La Serena, unde mișcarea solului a atins opt grade pe scara Mercalli. Tot aici s-au înregistrat și cele mai însemnate pagube. Căderi de curent pe arii extinse au fost raportate în apropierea epicentrului, iar rețeaua de gestionare a situațiilor de urgență din Chile, Red Nacional de Emergencia, spunea că rețelele de telefonie mobilă au cedat în câteva regiuni. RNE a spus de asemenea că a primit mai multe informări cu privire la alunecări de teren în porțiuni deluroase din Salamancas, Coquimbo și Los Vilos. Satul de pescari Tongoy a fost printre cele mai afectate, porțiuni întregi din faleză fiind distruse. Bărci de pescuit de mari dimensiuni au fost aduse din larg pe străzile din Coquimbo.
Casele a 610 oameni au fost atât de avariate încât nu s-au putut întoarce în ele. 179 de case au fost distruse, 87.600 au rămas fără electricitate, iar 9.000 fără apă potabilă. Școlile au fost închise în întreaga țară. 
Chile este cel mai mare producător de cupru la nivel mondial, iar operațiunile au fost suspendate la două mari mine de cupru (Codelco și Antofagasta Plc) ca precauție. Un port folosit pentru exportul cuprului și alte resurse naturale a fost complet închis, iar alte trei au fost închise pentru nave mai mici, sugerând că fluxul comercial ar putea fi întrerupt.

### Argentina
În Buenos Aires, clădirile și universitățile au fost evacuate, asemenea unei maternități din Rosario. În San Rafael, liniile de telefonie mobilă au fost copleșite și au cedat. În Provincia Mendoza s-au raportat cele mai însemnate pagube, respectiv: două case distruse, 76 avariate, două spitale și 12 școli ușor avariate.

### Japonia
Agenția Meteorologică din Japonia a emis o atenționare de tsunami pentru întreaga coastă pacifică a țării la ora locală 3. Agenția a avertizat despre posibilitatea apariției unor valuri nedistructive înalte de cel mult 1 m. Deși nu era așteptat un tsunami de proporții, oficialități locale au dispus evacuarea a câtorva zone joase de coastă din prefecturile Aomori, Iwate, Fukushima, Ibaraki, Chiba, Tokyo, Kanagawa, Shizuoka, Tokushima și Aichi. Cel puțin 95.000 de oameni din alte zone au fost rugați să urce de bună voie pe terenuri mai înalte.
| Locație      | Țară/Regiune       | Înălțime (picioare) |
| ------------ | ------------------ | ------------------- |
| Coquimbo     | Chile              | 15,1 ft             |
| Nuku Hiva    | Polinezia Franceză | 4,5 ft              |
| Hilo         | Hawaii             | 3 ft                |
| Kahului      | Hawaii             | 2,2 ft              |
| Pago Pago    | Samoa Americană    | 2,2 ft              |
| Rikitea      | Polinezia Franceză | 1,1 ft              |
| Ventura      | California         | 1,1 ft              |
| Callao       | Peru               | 1 ft                |
| Matarani     | Peru               | 1 ft                |
| Santa Monica | California         | 1 ft                |
| Kuji         | Japonia            | 0,3 ft              |
| Port Orford  | Oregon             | 0,3 ft              |
| Honolulu     | Hawaii             | 0,2 ft              |
|              | Vanuatu            | 0,2 ft              |

- Sursă: NOAA

## Victime
Primele informații oficiale arătau că cinci oameni (două femei și trei bărbați) au murit în urma cutremurului. Una dintre femei a murit în urma prăbușirii unui acoperiș, cealaltă fiind surprinsă de o cădere de stânci. Cei trei bărbați, cu vârste cuprinse între 67 și 91 de ani, au murit în urma unor atacuri de cord. Alte 20 de persoane au avut nevoie de îngrijiri medicale. Pe 19 septembrie, numărul victimelor a crescut la 13, șase persoane fiind date dispărute. A treisprezecea victimă este un bărbat găsit de poliție pe plaja din Coquimbo, una dintre cele mai afectate regiuni. Mai mult, în Argentina, un bărbat de 50 de ani a suferit un infarct în urma cutremurului și a murit.

## Legături externe
- en  Informații adiționale despre acest eveniment, geofon.gfz-potsdam.de